# Alf Marholm

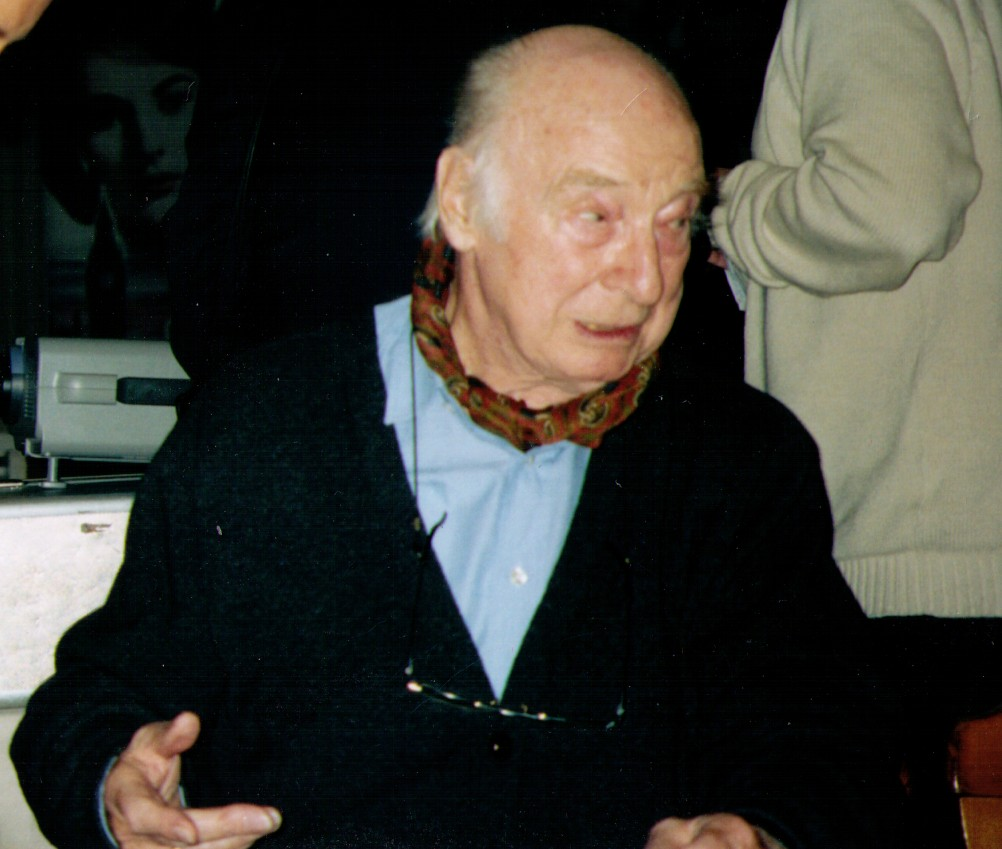
Alf Marholm während eines Edgar-Wallace-Treffens (Anfang der 2000er-Jahre)

Alf Marholm (* 31. Mai 1918 als Alfons Stoffels in Oberhausen; † 24. Februar 2006 in Ittenbach) war ein deutscher Schauspieler, Hörspiel-, Hörbuch- und Synchronsprecher.

## Leben und Wirken
Alf Marholm ging in seiner Geburtsstadt zur Schule und gab dort 1938 als Darsteller am Stadttheater sein Bühnendebüt. Im Jahr 1952 begann Marholm seine Laufbahn als Schauspieler und Synchronsprecher mit dem Film Postlagernd Turteltaube.
Viele seiner Filme und Fernsehserien gelten heute schon als Klassiker, wie Das Totenschiff (1959), die Edgar-Wallace-Filme Der Rote Kreis (1960) und Die Bande des Schreckens (1960), der Durbridge-Straßenfeger Das Halstuch (1962), der Simmel-Film Der Stoff aus dem die Träume sind (1972), der Wilkie-Collins-Mehrteiler Die Frau in Weiß (1971), der ZDF-Mehrteiler Die merkwürdige Lebensgeschichte des Friedrich Freiherrn von der Trenck (1972) oder der Mehrteiler Die Powenzbande (1973). 1981 spielte er in dem Film Preußische Nacht mit. Seine bis heute bekannteste Rolle ist die des Verwaltungsdirektors Alfred Mühlmann in der ZDF-Serie Die Schwarzwaldklinik, die er von 1985 bis zur Einstellung der Serie im Jahr 1989 spielte. Er trat daneben ebenfalls in zahlreichen Serien als Gast auf, wie in Auf Achse, Percy Stuart, Cliff Dexter, Eurogang, Sherlock Holmes, Derrick, Der Alte, Tatort oder Freunde fürs Leben (1992). Marholm hatte bis zum Jahr 1995 in mehr als 100 Film-und-Fernsehproduktionen mitgewirkt.
Fast noch bekannter ist jedoch die markante Stimme von Alf Marholm gewesen, die er unter anderem Guy Trejean als Ludwig XIII. in Die drei Musketiere (1961), Ivor Dean in der Rolle des Long John Silver in dem Abenteuervierteiler Die Schatzinsel (1966), Robert Morley in Das Mörderschiff (1971), Leo McKern als Bill MacGuire in Der Tag, an dem die Erde Feuer fing (1961) sowie Howard Da Silva, Bernard Blier, Brian Aherne, Michel Simon und weiteren internationalen Darstellern lieh. Über viele Jahre war er die deutsche Stimme von Graf Zahl in der Sesamstraße. Auch in zahlreichen Hörspielen war er zu hören, wie beispielsweise in einigen Paul Temple-Hörspielen, die der NWDR und später der WDR produzierten.
Für Die Schwarzwaldklinik – Die nächste Generation, die Jubiläumsfolge der Schwarzwaldklinik, war Marholm im Jahr 2005 wie die anderen Stammdarsteller in seiner Rolle als Verwaltungsdirektor Mühlmann vorgesehen. Kurz vor Drehbeginn erlitt er jedoch einen Schlaganfall, so dass er nicht an dem Film mitwirken konnte. Alf Marholm starb am 24. Februar 2006 im Alter von 87 Jahren. Er wurde auf dem Friedhof von Waldbreitbach (Landkreis Neuwied) zu Grabe getragen.

## Hörspiele/Veröffentlichungen (Auswahl)
- 1951: Francis Durbridge: Paul Temple und der Fall Curzon – Regie: Eduard Hermann (NWDR Köln)
- 1953: Francis Durbridge: Paul Temple und der Fall Vandyke – Regie: Eduard Hermann (NWDR Köln)
- 1953: Emil Gurdan: Sie klopfen noch immer – Regie: Eduard Hermann (NWDR Köln)
- 1956: Francis Durbridge: Paul Temple und der Fall Madison – Regie: Eduard Hermann (WDR)
- 1956: Josef Martin Bauer: So weit die Füße tragen – Regie: Franz Zimmermann (WDR)
- 1958–63: Ellis Kaut: Geschichten vom Kater Musch (Hörspielserie; Hauptrolle als Anton Pfister) – Regie: Fritz Peter Vary u. a. (WDR)
- 1964: Ernst Hall: Glocken des Todes – Regie: Rolf von Goth (WDR)
- 1966: Francis Durbridge: Paul Temple und der Fall Genf – Regie: Otto Düben (WDR)
- 1966: Rex Stout: Die Orchideenparty (Orchideen für 16 Mädchen) – Regie: Hermann Pfeiffer (WDR)
- 1967: Roger Dixon: Der Dämon von Korawa – Regie: Curt Goetz-Pflug (WDR)
- 1968: Jules Verne: Ein Tag aus dem Leben eines amerikanischen Journalisten im Jahre 2889 – Regie: Otto Düben (WDR)
- 1970: Hans Daiber: Die Lockung – Regie: Tibor von Peterdy (Kurzhörspiel – DW)
- 1970: Ray Bradbury: Fahrenheit 451 – Regie: Günther Sauer (WDR) (DHV ISBN 3-89584-219-2)
- 1971: Ror Wolf: Auf der Suche nach Dr. Q (1. Teil: Der Chinese am Fenster) – Regie: Raoul Wolfgang Schnell (Hörspiel – WDR/HR)
- 1972: Jochen Ziem: Okke Dillens letzter Bericht – Regie: Günther Sauer (WDR)
- 1983: Carl Dietrich Carls: Fälle der Vergangenheit: Bekenntnisse einer Giftmischerin – Regie: Elmar Boensch (WDR)
- 1985: Georges Simenon: Der Verdächtige – Bearbeitung und Regie: Walter Adler (WDR)
- 1986: Eva Maria Mudrich: Die lange Nacht – Regie: Elmar Boensch (WDR)
- 1988: Raymond Chandler: Der Mann, der Hunde liebte – Bearbeitung und Regie: Hermann Naber (SWF/NDR)
- 1989: Dada (WDR)
- 1991: Anthony Burgess: Das Treffen in Valladolid – Regie: Hans Gerd Krogmann (DLF)
- 1992: Eric Ambler: Nachruf auf einen Spion (1. Teil: Der Staatenlose und 3. Teil: Schlangen, Wölfe und Ratten) – Bearbeitung und Regie: Walter Adler (WDR)
- 1997: Robert Louis Stevenson: Dr. Jekyll und Mr. Hyde – Regie: Annette Kurth (WDR)
- 1999: Ken Follett: Die Säulen der Erde (9 Teile) – Regie: Leonhard Koppelmann (Hörspiel – WDR)
- 2005: Axel Dahm: Schokobär und Marzihäschen – Ein Wintermärchen (Tschirren ISBN 3-936700-05-2)
- Francis Durbridge: Paul Temple und der Fall Curzon, DAV ISBN 3-89940-202-2
- Francis Durbridge: Paul Temple und der Fall Vandyke, DAV ISBN 3-89813-316-8

## Filmografie (Auswahl)
- 1954: Die goldene Pest
- 1956: Viele kamen vorbei
- 1957: Die Freundin meines Mannes
- 1958: Schwarze Nylons – Heiße Nächte
- 1959: Das Totenschiff
- 1959: Lockvogel der Nacht
- 1960: Der rote Kreis
- 1960: Die Bande des Schreckens
- 1961: Inspektor Hornleigh greift ein... – Der Schuss fiel gegenüber
- 1962: Das Halstuch
- 1966: Der Mann aus Melbourne
- 1967: Kennwort Kettenhund
- 1968: Sherlock Holmes – Die Bruce-Partington-Pläne
- 1971: Die Frau in Weiß
- 1972: Der Stoff aus dem die Träume sind
- 1972: Und der Regen verwischt jede Spur
- 1973: Alle Menschen werden Brüder
- 1974: Der Monddiamant (Fernseh-Mehrteiler)
- 1975: Eurogang (6-teilige Fernsehserie)
- 1976: Freiwillige Feuerwehr (Fernsehserie)
- 1976: Anita Drögemöller und die Ruhe an der Ruhr
- 1976: Die Unternehmungen des Herrn Hans (Fernsehserie)
- 1977: Tatort – Kassensturz
- 1977–1986: Derrick (Fernsehserie, 10 Folgen)
- 1977–1988: Der Alte (Fernsehserie, 9 Folgen)
- 1977: Unendlich tief unten
- 1978: Son of Hitler
- 1979: Tatort – Mitternacht, oder kurz danach
- 1979: Tatort – Die Kugel im Leib
- 1979: Nathan der Weise
- 1981: Auf Achse – Der Wüstenkoller
- 1982–1985: Polizeiinspektion 1 (Fernsehserie, 3 Folgen)
- 1983: Kommissariat 9 – Retter in der Not
- 1985–1989: Die Schwarzwaldklinik (Fernsehserie, 47 Folgen)
- 1990: Die glückliche Familie (Fernsehserie, 1 Folge)
- 1994: Lutz & Hardy (Fernsehserie, 1 Folge)
- 1995: Kommissar Klefisch (Fernsehserie, 1 Folge)
- 1995: Freunde fürs Leben (Fernsehserie, 4 Folgen)